# Nizar Knioua
Nizar Knioua, né le 8 juin 1983 à Nabeul, est un basketteur tunisien. Il évolue au poste de meneur ou d'arrière.

## Carrière
Il dispute la coupe du monde 2010, la coupe du monde 2019, les Jeux olympiques d'été de 2012, le tournoi qualificatif pour les Jeux olympiques d'été de 2016 et remporte le championnat d'Afrique 2017 contre le Nigeria (77-65) en finale avec l'équipe de Tunisie. Après la coupe du monde 2019, il arrête sa carrière en équipe nationale.
Il évolue au sein de son club formateur, le Stade nabeulien à partir de 2002, avant de rejoindre le Club africain en 2013.
Il remporte le triplé national (championnat de Tunisie, coupe de Tunisie et Super Coupe de Tunisie 2014) avec le Club africain et le titre de meilleur joueur du championnat tunisien lors de la saison 2013-2014. 
Durant la coupe d'Afrique des clubs champions 2014 organisée à Tunis, il prend la troisième place avec le Club africain après avoir perdu en demi-finale (63-84) contre le Recreativo Desportivo Libolo et remporté le match pour la troisième place (79-74) contre le Sporting Club d'Alexandrie.
Après trois saisons, il quitte le Club africain à l'été 2016 pour rejoindre l'Étoile sportive du Sahel.
Il remporte la coupe arabe des clubs champions 2016 avec l'Étoile sportive du Sahel contre l'Association sportive de Salé (72-62) à Sousse.
Il rejoint l'Union sportive monastirienne pour le tournoi qualificatif et le tournoi final de la coupe d'Afrique des clubs champions 2017 sous la forme d'un prêt et prend la troisième place du tournoi.
À l'été 2018, il rejoint son club d'origine, le Stade nabeulien. 
Il rejoint l'Étoile sportive de Radès sous la forme d'un prêt ; pour la première édition de l'Afro Ligue 2019 (ancien nom de la coupe d'Afrique des clubs champions) et prend la première place du tournoi éliminatoire et de sa poule durant la première phase finale. En quarts de finale, ils sont éliminés par la Jeunesse sportive kairouanaise après avoir perdu leurs deux matchs (68-67 à l'aller à Kairouan et 73-74 au retour à Radès).
Le 23 décembre 2019, il retourne au Club africain.
Durant le mercato hivernal, il quitte le 17 mars 2021 le Club africain après une saison et demie et rejoint Ezzahra Sports.
Il retourne pour la deuxième fois au Stade nabeulien, pour la saison 2021-2022.
À l'été 2022, il rejoint l'Étoile sportive de Radès.
Le 15 septembre 2023, il retourne pour la troisième fois au Stade nabeulien. 

## Clubs
- 2002-2013 : Stade nabeulien (Tunisie)
- 2013-2016 : Club africain (Tunisie)
- 2016-2018 : Étoile sportive du Sahel (Tunisie)
- 2017 : Union sportive monastirienne[4] (Tunisie)
- 2018-2019 (18 mois) : Stade nabeulien (Tunisie)
- 2018 : Étoile sportive de Radès[5] (Tunisie)
- 2019-2021 (18 mois) : Club africain (Tunisie)
- 2021 (6 mois) : Ezzahra Sports (Tunisie)
- 2021-2022 : Stade nabeulien (Tunisie)
- 2022-2023 : Étoile sportive de Radès (Tunisie)
- depuis 2023 : Stade nabeulien (Tunisie)

## Palmarès

### Clubs
- Champion de Tunisie : 2006, 2008, 2010, 2014, 2015, 2016
- Champion de Tunisie (division nationale B) : 2025
- Coupe de Tunisie : 2004, 2007, 2008, 2009, 2010, 2014, 2015
- Super Coupe de Tunisie : 2014
- Médaille de bronze à la coupe d’Afrique des clubs champions 2014 (Tunisie)
- Médaille de bronze à la coupe d’Afrique des clubs champions 2017 (Tunisie)
- Médaille d'or à la coupe arabe des clubs champions 2016 (Tunisie)

### Sélection nationale

#### Jeux olympiques
- 11e des Jeux olympiques 2012 (Royaume-Uni)

#### Jeux méditerranéens
- Médaille de bronze aux Jeux méditerranéens de 2013 (Turquie)

#### Championnat d'Afrique
- Médaille d'or au championnat d'Afrique 2017 (Tunisie)
- Médaille de bronze au championnat d'Afrique 2009 (Libye)
- Médaille de bronze au championnat d'Afrique 2015 (Tunisie)

#### Championnat arabe des nations
- Médaille d'or au championnat arabe des nations 2008 (Tunisie)
- Médaille d'or au championnat arabe des nations 2009 (Maroc)

### Distinctions personnelles
- Meilleur joueur du championnat de Tunisie lors de la saison 2013-2014